# Baredine (Buje)
Baredine is een plaats in de gemeente Buje in de Kroatische provincie Istrië. De plaats telt 68 inwoners (2001).